# Philosophical Society of Washington
La Philosophical Society of Washington est la plus ancienne société scientifique de Washington DC.
Elle porte le nom de nos jours de PSW Science.

## Histoire
Elle est fondée le 13 mars 1871 à la Smithsonian Institution par 43 scientifiques.
Depuis 1887, la Société se réunit régulièrement dans la salle de réunion du Cosmos Club. À l'emplacement actuel du Club depuis 1951, la salle de réunion s'appelle désormais auditorium John Wesley Powell. Les réunions ont lieu environ un vendredi sur deux, sauf en été. Les réunions sont gratuites et ouvertes au public. Une conférence est donnée par un scientifique à chaque réunion.
En 1931, la Société crée la série de conférences Joseph Henry. Les conférences présentent des conférenciers qui ont atteint les sommets de leurs domaines respectifs.

## Présidents
- 1908 : Louis Agricola Bauer
- 1967 : William J. Youden
- 1969-1970 : Herbert Aaron Hauptman